# Kazutoshi Handō
Kazutoshi Handō (japanisch 半藤 一利 Handō Kazutoshi; geb. 21. Mai 1930 in Tokyo, Tokyo, gest. 12. Januar 2021 in Setagaya, Tokyo) war ein japanischer Journalist und Autor non-fiktionaler Literatur, vor allem zum Pazifikkrieg und zur Shōwa-Ära.

## Leben
Kazutoshi Handō wurde 1930 im Bezirk Mukōjima der Stadt Tokio geboren (heute Teil von Sumida). Als 14-Jähriger erlebte Handō die Bombardements in Tokyo, wobei er am 10. März 1945 – nachdem er im Chaos seinen Vater verloren hatte – bei der Flucht vor den Flammen und dem Rauch in einen Fluss fiel und zu ertrinken drohte. Um den Luftangriffen zu entgehen, zog seine Familie nach Nagaoka. Aus diesen Kindheitserlebnissen entstand das 2019 veröffentlichte, an Kinder gerichtete Bilderbuch Yakeato no chikai, illustriert von Yasushi Tsukamoto. Nach dem Studium an der Universität Tokyo ging er zum Bungeishunjū-Verlag, wo er Werke von Matsumoto Seichō und Shiba Ryōtarō herausgab. Als junger Journalist wurde er früh vom Schriftsteller Sakaguchi Ango beeinflusst, sich nicht auf Literatur zu verlassen, sondern die historischen Quellen selbst zu begutachten und eigene Schlussfolgerungen zu ziehen, was seine Arbeit nachhaltig prägte, sodass er sich wegen seiner Arbeitsweise später als „history detective“ bezeichnete. In der Zukunft arbeitete Handō als Chefredakteur bei verschiedenen Zeitschriften des Bungeishunjū-Verlags, u. a. beim Monatsmagazin Bungei Shunjū. Ab 1994 konzentrierte er sich vollständig auf seine Tätigkeit als Autor.
Am 12. Januar 2021 starb Handō in Tokyo im Alter von 90 Jahren. Er war mit Mariko Handō verheiratet, einer Enkelin des Schriftstellers Sōseki Natsume. Seinen Tod bedauernd, äußerten sich unter anderem Ikuhiko Hata, Natsuo Sekikawa und Katsunobu Katō.
Immer wieder meldete Handō sich zu zeitgenössischen Problemen zu Wort. Dabei nahm er eine pazifistische Haltung ein und warnte vor einer zunehmenden Machtkonzentration in Japan.

## Werk
Handō veröffentlichte vorwiegend zur jüngeren japanischen Geschichte. Seine Werke entstanden häufig auch unter Zuhilfenahme von Zeitzeugen durch Interviews heraus. Zu seinen bekanntesten Büchern gehört Nihon no ichiban nagai hi (im Englischen Japan’s Longest Day), eine Erzählung über den 14. und 15. August vor der öffentlichen Übertragung der Kapitulation Japans, welches zuerst im Magazin Bungei Shunjū und 1965 überarbeitet nachträglich als Buch erschien. Der Stoff wurde mehrmals als Film adaptiert, so 1967 von Okamoto Kihachi und 2015 unter dem Titel The Emperor in August von Masato Harada. Weitere bekannte Bücher sind beispielsweise Nomonhan no natsu (Bungeishunju, 1998, Bunshun Bunko, 2001) und B Men Showa Shi 1926–1945 (Heibonsha 2016, Heibonsha Library 2019).

## Auszeichnungen
- 1993 Nitta-Jirō-Literaturpreis für Soseki Sensei Zona, Moshi[9]
- 1998 Yamamoto-Shichihei-Preis für Nomonhan no Natsu[10]
- 2006 Mainichi-Kulturpreis für Shōwashi senzenhen sengohen[11]
- 2015 Kikuchi-Kan-Preis[12]